# دایانا کوئیک
دایانا کوئیک (انگلیسی: Diana Quick؛ زادهٔ ۲۳ نوامبر ۱۹۴۶) بازیگر اهل بریتانیا است. وی از سال ۱۹۵۸ میلادی تاکنون مشغول فعالیت بوده‌است.
از فیلم‌ها یا برنامه‌های تلویزیونی که وی در آن نقش داشته‌است، می‌توان به تا ابد جوان، نیکلاس و الکساندرا، دوئل‌بازها، دیل و پاسکو، سرود کریسمس، نوسترآداموس، ازدست‌رفته، آزمون سخت برای اثبات بی‌گناهی و باری دیگر برایدزهد اشاره کرد.